# Jessica Hausner
Jessica Hausner (Vienna, 6 ottobre 1972) è una regista e sceneggiatrice austriaca.

## Carriera
Ha debuttato alla regia nel 1995 con il cortometraggio Flora. Nel 2001 partecipa nella sezione Un Certain Regard al Festival di Cannes. Ritorna tre anni dopo a Cannes con Hotel. Nel maggio 2014 è nuovamente in gara nella medesima sezione del festival di Cannes con Amour fou. Sempre nel 2014 è membro della Giuria del Concorso in occasione della 71ª Mostra internazionale d'arte cinematografica di Venezia. 

## Filmografia
- Flora – cortometraggio (1995)
- Inter-View – mediometraggio (1999)
- Lovely Rita (2001)
- Hotel (2004)
- Toast – mediometraggio (2006)
- Lourdes (2009)
- Amour fou (2014)
- Little Joe (2019)
- Club Zero (2023)